# San Giovanni Suergiu
San Giovanni Suergiu é uma comuna italiana da região da Sardenha, província da Sardenha do Sul, com cerca de 6.098 habitantes. Estende-se por uma área de 70 km², tendo uma densidade populacional de 87 hab/km². Faz fronteira com Carbonia, Giba, Portoscuso, Sant'Antioco, Tratalias.

## Demografia
| Variação demográfica do município entre 1861 e 2011                               |
|                                                                                   |
| Fonte: Istituto Nazionale di Statistica (ISTAT) - Elaboração gráfica da Wikipedia |